# Majilovac
Majilovac (izvirno srbsko Мајиловац) je naselje v Srbiji, ki upravno spada pod Občino Veliko Gradište; slednja pa je del Braničevskega upravnega okraja.

## Demografija
V naselju živi 800 polnoletnih prebivalcev, pri čemer je njihova povprečna starost 41,5 let (38,7 pri moških in 44,0 pri ženskah). Naselje ima 271 gospodinjstev, pri čemer je povprečno število članov na gospodinjstvo 3,78.
To naselje je, glede na rezultate popisa iz leta 2002, večinoma srbsko, a v času zadnjih treh popisov je opazno zmanjšanje števila prebivalcev.
|  |

| Demografija | Demografija     | Demografija     |
| Leto        | Št. prebivalcev | Št. prebivalcev |
| ----------- | --------------- | --------------- |
|             |                 |                 |
|             |                 |                 |
|             |                 |                 |
|             |                 |                 |
| 1948        | 1426            |                 |
| 1953        | 1477            |                 |
| 1961        | 1534            |                 |
| 1971        | 1560            |                 |
| 1981        | 1548            |                 |
| 1991        | 1469            | 1143            |
| 2002        | 1434            | 1024            |
|             |                 |                 |

| Etnična sestava po popisu iz leta 2002 | Etnična sestava po popisu iz leta 2002 | Etnična sestava po popisu iz leta 2002 | Etnična sestava po popisu iz leta 2002 | Etnična sestava po popisu iz leta 2002 |
| -------------------------------------- | -------------------------------------- | -------------------------------------- | -------------------------------------- | -------------------------------------- |
| Srbi                                   | Srbi                                   |                                        | 1.003                                  | 97,94%                                 |
| Romuni                                 | Romuni                                 |                                        | 6                                      | 0,58%                                  |
| Črnogorci                              | Črnogorci                              |                                        | 2                                      | 0,19%                                  |
| Makedonci                              | Makedonci                              |                                        | 2                                      | 0,19%                                  |
| Neznano                                | Neznano                                |                                        | 11                                     | 1,07%                                  |